# Robert Casadesus
Robert Casadesus (Parigi, 7 aprile 1899 – Parigi, 19 settembre 1972) è stato un pianista e compositore francese.
Egli fu un membro importante della celebre famiglia di musicisti essendo stato nipote di Henri Casadesus e Marius Casadesus, marito di Gaby Casadesus e padre di Jean Casadesus.

## Biografia
Robert Casadesus studiò al Conservatoire de Paris con Louis Diémer, ottenendo il Premier Prix nel 1913 ed il Prix Diémer nel 1920.
Entrò poi a far parte della classe di Lucien Capet, che ebbe una grande importanza nella sua formazione di pianista. Capet fondò un famoso quartetto che portava il suo nome, nel quale suonarono gli zii di Robert, Henri e Marcel.
I componenti del quartetto provavano spesso a casa di Robert, e fu così che egli si interessò presto alla musica da camera. I quartetti di Beethoven non avevano segreti per lui.
A partire dal 1922, Casadesus collaborò con il compositore Maurice Ravel, nella stesura del catalogo delle sue opere, ed eseguì concerti, dividendo il palcoscenico con l'amico, in Francia, Spagna ed Inghilterra.
Casadesus girò il mondo per la sua attività di pianista, spesso in duo con la moglie Gaby , che aveva sposato nel 1921.
Dal 1935 Casadesus insegnò al Conservatorio americano di Fontainebleau. Passò, assieme alla sua famiglia, il periodo della seconda guerra mondiale interamente negli Stati Uniti. Egli visse a Princeton nel New Jersey. Insegnò ad un grande numero di futuri pianisti, in tutta Europa, fra i quali si ricordano Claude Helffer e Monique Haas.
Il suo stile esecutivo ricalcava quello classico con un delicato approccio alla linea melodica delle composizioni. Egli fu un fine interprete delle musiche di Mozart. Fra le sue molte incisioni si ricordano opere di Ravel, e la sonata per violino e pianoforte a Kreutzer di Beethoven da lui eseguita con il violinista Zino Francescatti e riproposta poi in DVD.
Casadesus eseguì, assieme a sua moglie Gaby ed al loro figlio Jean i concerti di Mozart per 2 e 3 pianoforti. Registrarono questi concerti con la Columbia Symphony e l'Orchestra di Cleveland dirette da George Szell oltre che con l'Orchestra Sinfonica di Filadelfia diretta da Eugene Ormandy per la Sony Classical.